# Glen Loftus
Glen Loftus (ur. 8 czerwca 1976 w Perth) – australijski wioślarz. Srebrny medalista olimpijski z Aten.
Zawody w 2004 były jego jedynymi igrzyskami olimpijskimi. Zajął drugie miejsce w czwórce bez sternika wagi lekkiej. Wspólnie z nim płynęli Anthony Edwards, Ben Cureton i Simon Burgess. W 2000 był brązowym medalistą mistrzostw świata w ósemce wagi lekkiej.